# Diamesa wuelkeri
Diamesa wuelkeri är en tvåvingeart som beskrevs av Serra-tosio 1964. Diamesa wuelkeri ingår i släktet Diamesa och familjen fjädermyggor. Arten har ej påträffats i Sverige. Inga underarter finns listade i Catalogue of Life.